# Echipa națională de fotbal pe plajă a statului Tahiti
Naionala de fotbal pe plajă a statului Tahiti reprezintă Tahiti în competițiile internaționale de fotbal pe plajă și este condusă de FTF, corpul de guvernare pentru fotbalul din Tahiti. Echipa a făcut istorie la  2013 FIFA Beach Soccer World Cup devenind prima națiune din Pacific care se califică în fazele eliminatorii ale unui turneu internațional FIFA. La 2015 FIFA Beach Soccer World Cup Tahiti a bătut Italia la loviturile de departajare și a devenit prima națiune din Pacific care se califică într-o finală de turneu FIFA.

## Echipa actuală
Antrenor: Tehina Rota

## Trofee
- FIFA Beach Soccer World Cup qualification (OFC)

Castigatori: 2011
- FIFA Beach Soccer World Cup

Locul 2 : 2015
Locul 4: 2013

## Legăturiexterne
- Squad